# Atissa litoralis
Atissa litoralis är en tvåvingeart som först beskrevs av Cole 1912.  Atissa litoralis ingår i släktet Atissa och familjen vattenflugor. Inga underarter finns listade i Catalogue of Life.